# Cangoderces cameroonensis
Cangoderces cameroonensis är en spindelart som beskrevs av Léon Baert 1985. Cangoderces cameroonensis ingår i släktet Cangoderces och familjen Telemidae.
Artens utbredningsområde är Kamerun. Inga underarter finns listade.